# Самбуров, Иван Михайлович
Иван Михайлович Самбуров (Фолкуян; 1905—1943) — участник Великой Отечественной войны, водолаз 7-го отдельного моторизированного понтонно-мостового батальона (7-я гвардейская армия, Степной фронт), красноармеец. Герой Советского Союза.

## Биография
Родился в 1905 году в городе Николаеве Российской империи в семье рабочего (по другим данным в селе Белоусовка ныне Вознесенского района Николаевской области Украины). Русский.
Получил начальное образование.
В 1927—1929 годах служил в Красной Армии. В августе 1941 года Николаевским горвоенкоматом вновь призван в армию. Из-за желания воевать на флоте на призывном пункте обменялся документами с получившим туда назначением И. М. Самбуровым. Направлен на Черноморский флот на эскадренный миноносец «Шаумян». Участвовал в обороне Одессы и Севастополя. После гибели корабля в апреле 1942 года зачислен водолазом в 7-й отдельный моторизованный понтонно-мостовой батальон. Воевал на Южном, Сталинградском, Донском и Степном фронтах. Участвовал в Сталинградской и Курской битвах, освобождении Левобережной Украины. Дополнительно освоил специальность моториста катера.
Водолаз 7-го отдельного моторизированного понтонно-мостового батальона рядовой Иван Самбуров при форсировании Днепра 25 сентября 1943 года в районе села Бородаевка (Верхнеднепровский район Днепропетровской области) в течение шести суток водил паром, переправляя артиллерию и танки. При наведении наплавного моста обеспечивал ввод звеньев в линию моста, умело выводя паром и катер из зоны огня.
Погиб 5 октября 1943 года, находясь за штурвалом катера в районе села Приднепрянское Кобелякского района Полтавской области. Был похоронен в селе Радянское Кобелякского района Полтавской области.

## Награды
Звание Героя Советского Союза присвоено 20 декабря 1943 года посмертно. Награждён орденом Ленина.